# Батарейне руків'я

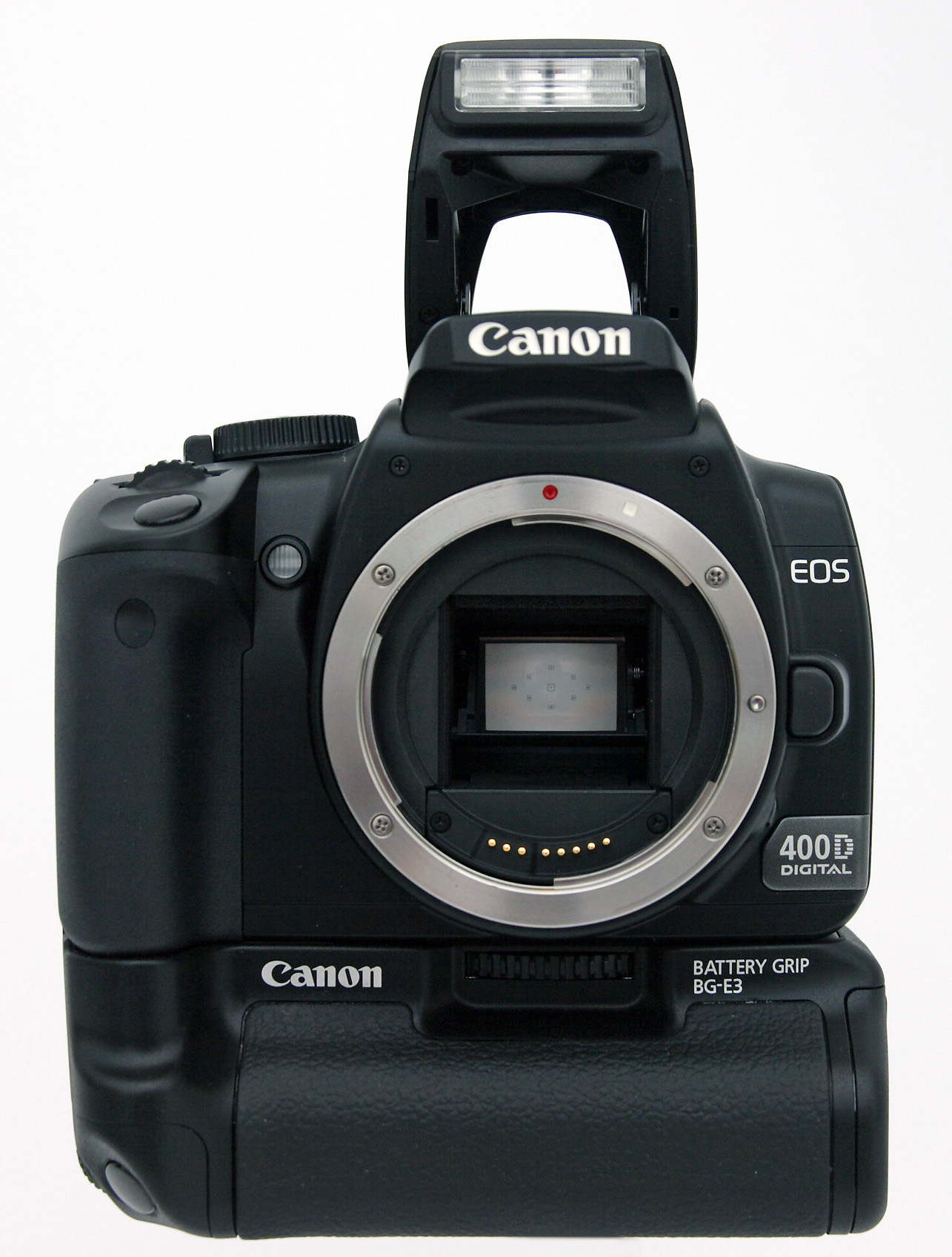
Canon EOS 400D з під'єднаним батарейним руків'ям BG-E3.

Батарейне руків'я (батарейний блок, батарейна ручка) — додатковий аксесуар для дзеркальних/цифрових дзеркальних камер (та іноді інших), що дозволяє камері використовувати кілька акумуляторів одночасно, що подовжує час автономної роботи камери, а також додає вертикальну рукоятку з додатковим спуском (та іншими органами), що полегшує зйомку в портретному режимі.
Руків'я зазвичай приєднується до камери за допомогою власного батарейного відсіку камери і містить в собі касету для зберігання додаткових батарей для подовження часу роботі. Більшість рукояток також мають додаткову касету що дозволяє використовувати декілька АА елементів замість оригінальних.

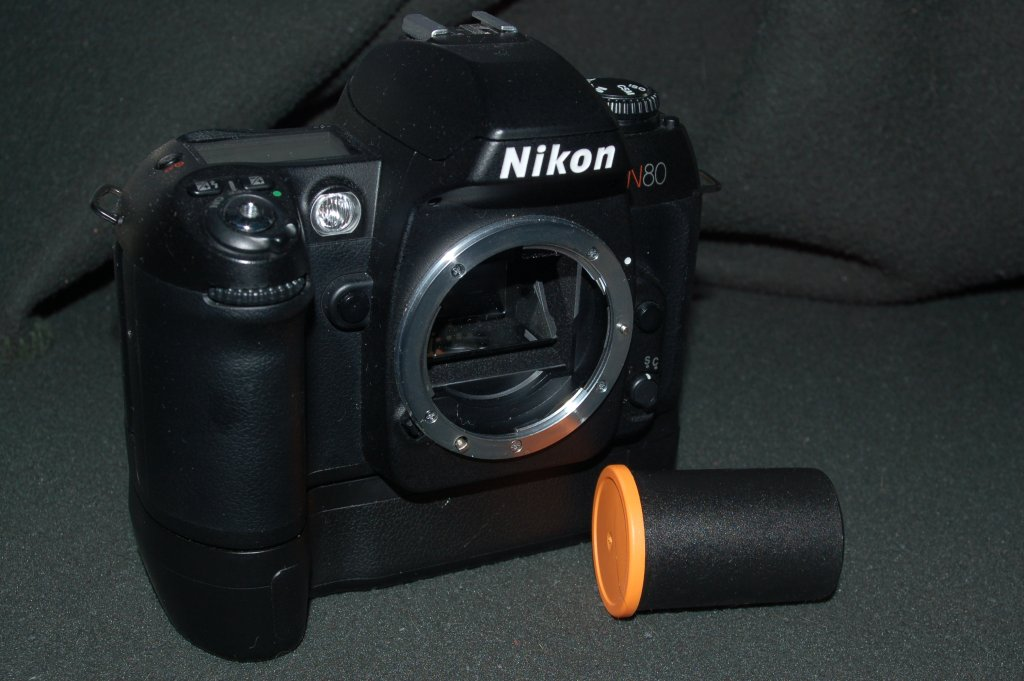
Плівкова камера Nikon N80 з приєднаним руків'ям MB-16

Рукоятки зазвичай створюються для конкретної моделі або лінійки моделей камер через те що вони повинні підходити за формою, розміром, параметрами живлення та під'єднання.